# Just Cause 3
Just Cause 3 — відеогра з відкритим ігровим світом від третьої особи жанру пригодницького бойовика, розроблена шведською компанією Avalanche Studios і видана Square Enix 1 грудня 2015 року на Microsoft Windows, PlayStation 4 та Xbox One.
4 грудня 2018 було випущено сиквел до відеогри, Just Cause 4 на Microsoft Windows, PlayStation 4, Xbox One, події якого відбуваються вже на теренах вигаданої південноамериканської країни.

## Ігровий процес
Just Cause 3 за жанром є екшен-пригодою з великим відкритим ігровим світом та видом від третьої особи. Гравцю, як і в попередніх частинах серії, доведеться керувати найманцем Ріко Родрігесом, який у відеогрі намагатиметься повернути свободу мешканцям Медічі, отримуючи підтримку від підпільного руху опору. Разом із повстанцями, Ріко Родрігес має захоплювати поселення та військові бази, аби знизити вплив Ді Равелло на регіон, проходячи при цьому сюжетні та побічні завдання.
Процес захоплення поселень, міст, військових баз тощо здійснюється під час зруйнування персонажем гравця кількох значущих для поширення впливу Ді Равелло об'єктів, як от наприклад для захоплення одного з селищ у грі, треба зруйнувати пару гучномовців, рекламні щити та агітаційний транспорт. Якщо ж справа йде вже про військові бази, то для їх захоплення, здебільшого слід зруйнувати пару військових антен, засобів ППО та інші різноманітні військові об'єкти. Інколи, для захоплення міста чи бази, необхідно пройти певні сюжетні чи побічні місії.
Під час подорожей, гравець може помітити старі відеокасети, які потім можна прослухати, дізнавшися детальніше про життя Ді Равелло, про його кар'єру та думки стосовно Медічі.

### Багатокористувацький режим
Багатокористувацький режим у Just Cause 3 представлений лише за допомогою механіки випробовувань та таблиці рекордів, оскільки за задумом розробників, саме така система є кращим варіантом, аби зробити відкритий світ динамічніше.

## Сюжет
Події відеогри відбуваються через шість років після подій попередньої частини, Just Cause 2. Найманець Ріко Родрігес повертається на батьківщину, вигадану середземноморську острівну країну — Медічі, яка опинилася під контролем військової диктатури на чолі з генералом Себастіано Ді Равелло. Прагнучи повернути свободу рідному краю, Ріко має повалити тоталітарний режим Ді Равелло разом із підпільним рухом опору, очолюваним давнім другом Родрігеса — Маріо Фріго.

## Оцінки й відгуки
Здебільшого, відеогра була посередньо схвалена критиками та гравцями, зокрема на вебсайті-агрегаторі Metacritic, де Just Cause 3 отримала 74 бали зі 100 від критиків, і 5,6 бала з 10 на Microsoft Windows. Більшість критиків зійшлися на тому, що відеогра має свої веселі аспекти та пару цікавих механік, проте кілька помилок у розробці все ж було допущено.
Видання IGN, яке оцінило відеогру на 8 балів з 10, віддало належне великому відкритому світу та дивовижним спецефектам при знищенні споруд чи техніки, але й зазначило про одноманітні захоплення поселень чи військових баз, а також щодо кількох графічних недоліків та низької продуктивності гри при проходженні. Як підсумок, вебсайтом було зазначено наступне: «Just Cause 3 — ігровий майданчик, де ви гравець може стати тією руйнівною силою, яка повністю ігнорує фізику світу, а процес звільнення міст і поселень цього величезного мальовничого світу тривав би нескінченно, якби в грі не була наявна така кількість різноманітних шляхів досягання цілей. Аби повністю використати запропоновані розробниками шляхи, відеогра вимагає від гравця певної творчості та терпимості до пари графічних недоліків під час проходження, так що не поспішайте й вірте, щоб втілити в грі ті розваги, що ви собі запланували.».

## Сиквел
Ще до запланованого офіційного анонсу нової частини, користувачі сервісу цифрової дистрибуції Steam помітили на початковій сторінці оголошення про можливість передзамовлення Just Cause 4, проте, як стало відомо пізніше, в сервісі відбулася певна технічна помилка, яка зумовила це. Згодом помилку було виправлено, а оголошення — приховано. Після «злитої» інформації, під час прес-конференції Square Enix на E3 2018, було офіційно анонсовано нову частину в серії, дії якої відбуваються вже не на вигаданих середземноморських островах, а на території вигаданої південноамериканської країни. Разом з офіційною заявою також було представлено трейлер до відеогри. Нова частина серії Just Cause, Just Cause 4 вийшла 4 грудня 2018 року на Microsoft Windows, PlayStation 4, Xbox One.